# Damascus (Maryland)
Pour les articles homonymes, voir Damascus.
Damascus est une census-designated place située dans le comté de Montgomery, dans l’État du Maryland, aux États-Unis. Lors du recensement de 2020, elle comptait 17 224 habitants.